# Ratpenat nasofoliat bicolor
El ratpenat nasofoliat bicolor (Hipposideros bicolor) és una espècie de ratpenat de la família dels hiposidèrids. Viu a Indonèsia, Malàisia, les Filipines, Tailàndia i Timor Oriental. El seu hàbitat natural és el bosc primari, no és comú en les àrees forestals pertorbades. No hi ha cap amenaça significativa per a la supervivència d'aquesta espècie, tot i que està afectada per ser sensible a la desforestació.